# Росинка
Ки́ївський заво́д безалкого́льних напоїв «Роси́нка» —  один з найбільших виробників безалкогольних та слабоалкогольних напоїв в Україні, що виробляв продукцію під торговельними марками «Росинка», «Софія Київська», «Capri-Sonne», а також слабоалкогольні напої «Бренді-кофе», «Водка-клюква» тощо.

## Історія
В серпні 1960 року у Києві був заснований «Київський завод безалкогольних напоїв», який на той час став першим на території УРСР заводом по розливу газованих напоїв. Тоді ж була створена власна експериментальна лабораторія з розробки нових смаків безалкогольних напоїв.
У 1962 році запускаються чотири автоматичних лінії потужністю 6 тис. пляшок на годину (150 тис. пляшок на добу) кожна, на одній із яких розливалась мінеральна вода «Київська», а на трьох інших розпочато розлив перших фруктових напоїв.
1965 року на заводі налагодили виробництво хлібного квасу натурального бродіння «Український». Вже на кінець 1960-х років підприємство було представлене такими легендарними смаками напоїв як «Ситро», «Лимонад», «Тархун» та «Буратіно».
У 1987 році «Київський завод безалкогольних напоїв» був перейменований на «Росинку».
1995 року на підприємстві вводиться в експлуатацію свердловина Nº2 Юрського горизонту глибиною 315 метрів, з якої вода починає розвиватися під новою назвою «Софія Київська», названа на честь однойменної церкви.
У 1998 році було підписано ексклюзивний контракт з компанією Capri Sun AG на виробництво відомого по всьому світу мозкового напою для дітей «Capri-Sonne».
У 2011 році, після заборони використовувати залізні жовті бочки для реалізації продажі квасу «Українського» керівництво компанії вирішило змінити культуру продажу та реалізовувати цей напій у спеціальних термо-кегах. Окрім того, на вулицях Києва з'явилися спеціалізовані місця з продажу та сучасні вендигові апарати з розливу класу «Український».
2012 року запроваджено активний випуск інноваційної продукції: енергетичного напою «Мустанг», соковмісної безалкогольної серії «Національні традиції», а також дитячого напою «Шампусик» та слабоалкогольних напоїв «Сансет»
З 2016 року підприємство припинило роботу.
Станом на листопад 2019 року, соціальними проєктами підприємства опікується громадська активістка Катерина Коба.
4 та 9 серпня 2023 року підприємство було продано двома лотами ТОВ "Київський завод Росинка" (створено у травні 2023 року), бенефіціаром якого є колишній депутат Київської міської ради, бізнесмен В'ячеслав Супруненко. Сумарна вартість угоди склала 138,5 млн грн.
28 лютого 2025 року було анонсовано відновлення роботи виробничих потужностей Київського заводу у квітні-травні 2025 року. Першим планується перезапуск лінійки мінеральної води "Софія Київська", далі слідуватиме випуск сокових напоїв з чотирма смаками. Також завод веде переговори про збут із національними ритейлерами АТБ та Сільпо.